# Конопницька сільська рада
Конопницька сільська рада — орган місцевого самоврядування у Пустомитівському районі Львівської області з адміністративним центром у с. Конопниця.

## Загальні відомості
Історична дата утворення: в 1940 році.

## Населені пункти
Сільській раді підпорядковані населені пункти:
- c. Конопниця

## Склад ради
- Сільський голова: Питько Світлана Іванівна
- Секретар сільської ради: Садова Галина Миколаївна
- Бухгалтер сільської ради:
- Загальний склад ради: 16 депутатів

### Керівний склад ради
| ПІБ                      | Основні відомості                                                                      | Дата обрання | Дата звільнення |
| ------------------------ | -------------------------------------------------------------------------------------- | ------------ | --------------- |
| Питько Світлана Іванівна | Сільський голова, 1964 року народження, освіта, Всеукраїнське об'єднання «Батьківщина» | 26.03.2006   | 31.10.2010      |
| Питько Світлана Іванівна | Сільський голова, 1964 року народження, освіта вища, позапартійна                      | 31.10.2010   |                 |

Примітка: таблиця складена за даними джерела

### Депутати
Результати місцевих виборів 2010 року за даними ЦВК:
| № зп | № округу | Прізвище, ім'я, по батькові | Дата визнання обраним | Відомості про обраного депутата                                                                                              |
| ---- | -------- | --------------------------- | --------------------- | --- |
| 1    | 1        | Оленич Василь Володимирович | 04.11.2010            | Освіта вища, член Республіканської Християнської партії, Філія першого Українського міжнародного банку, провідний спеціаліст |
| 2    | 2        | Кміть Іван Анатолійович     | 04.11.2010            | Освіта вища, позапартійний, тимчасово не працює                                                                              |
| 3    | 3        | Малашняк Андрій Богданович  | 04.11.2010            | Освіта середня, позапартійний, тимчасово не працює                                                                           |
| 4    | 4        | Мерцало Лілія Львівна       | 04.11.2010            | Освіта вища, позапартійна, «С. В. Динисюк»                                                                                   |
| 5    | 5        | Малюга Ігор Іванович        | 04.11.2010            | Освіта вища, позапартійний, приватний підприємець                                                                            |
| 6    | 6        | Колодійчик Михайло Іванович | 04.11.2010            | Освіта середня, позапартійний, Львівський державний авіаційно-ремонтний завод, слюсар                                        |
| 7    | 7        | Манишин Галина Михайлівна   | 04.11.2010            | Освіта вища, позапартійна, тимчасово не працює                                                                               |
| 8    | 8        | Питько Михайло Данилович    | 04.11.2010            | Освіта середня, позапартійний, приватний підприємець                                                                         |
| 9    | 9        | Садова Галина Миколаївна    | 04.11.2010            | Освіта вища, позапартійна, Конопницька сільська рада, секретар                                                               |
| 10   | 10       | Кривошей Анатолій Пилипович | 04.11.2010            | Освіта вища, позапартійний, пенсіонер                                                                                        |
| 11   | 11       | Морда Роман Петрович        | 04.11.2010            | Освіта середня, позапартійний, Залізничний технікум, студент                                                                 |
| 12   | 12       | Качмарик Роман Степанович   | 04.11.2010            | Освіта середня, позапартійний, ДП «Львівавтогаз», машиніст КУ                                                                |
| 13   | 13       | Болюх Роман Зеновійович     | 04.11.2010            | Освіта вища, позапартійний, ТЗоВ ЮІК «Правосвіт», менеджер                                                                   |
| 14   | 14       | Кузьмяк Ярослав Петрович    | 04.11.2010            | Освіта вища, позапартійний, сезонні роботи, різноробочий                                                                     |
| 15   | 15       | Семків Марія Михайлівна     | 04.11.2010            | Освіта вища, позапартійна, ПТ «Хілько А. Г.» С.Лапаївка, продавець                                                           |
| 16   | 16       | Мисак Олег Миколайович      | 04.11.2010            | Освіта вища, позапартійний, приватний підприємець                                                                            |